# Castle Kennedy
Castle Kennedy är en by civil parish Inch, i kommun Dumfries and Galloway, i Skottland. Byn är belägen 6 km från Stranraer. Byn hade 400 invånare år 1991.